# 構想日本
構想日本（こうそうにっぽん）とは、日本の非営利系シンクタンク。1997年に元大蔵省職員の加藤秀樹によって設立された。現場を熟知した専門家とともにプロジェクトチームを編成し、政策の提言だけではなく、その政策をいかにして実現するかを活動の目的として掲げている。

## 事業概要

### 活動7原則
1. 政策を立案し、変革者を支援する。
2. 変革者とその支援のためのネットワークを活動の母体とする。
3. 営利を追求しない。
4. 政治的に独立、中立である。
5. 選挙などの政治的活動は行わない。
6. 国や地域の政策ニーズをタイムリーに把握する。
7. 運営、財務内容を明らかにする。

### 主な政策プロジェクト
1. 政党の自己統治能力（ガバナンス）
2. 公職選挙法
3. 地方議会制度
4. 公益法人制度
5. 医療制度
6. 事業仕分け
7. 教育行政

## 団体概要
- 代表　　加藤秀樹
- 住所　 〒102-0093 東京都千代田区平河町2-11-2 渡辺ビル3F

## これまでの主な活動
- 省庁の再編（通称・橋本行革） : 各省の権限を法律から削除する提言（各省設置法の改正） →  1999年1月 法律として成立
- 年金制度改革 : 制度全体の見直しを政府が確約する旨の提言 → 2004年4月 年金改革法の「附則」として成立
- 「三位一体」改革 : 国から地方への分権（法律から条例への授権）を大幅に拡大する提言 → 2004年6月 閣議決定
- 公益法人・寄付税制改革 : 法人の設立が自由にできる非営利法人制度への変更と寄付税制の大幅緩和の提言 → 2006年5月 公益法人制度改革関連法」に規定
- 国の「事業仕分け」 : 事業仕分け参照
- 減税による経済活性化策 : 竹中平蔵らとともに法人税や所得税・相続税の減税や累進税制の緩和を提言した[1]
- 政治資金収支報告書の「連結化」「インターネット上への掲載」「外部監査の義務づけ」[2]
- ふるさと住民票 : ふるさと納税制をさらに一歩進めた「ふるさと住民票」制度の導入[3] → 香川県三木町、徳島県佐那河内村などで2017年から採用

### 事業仕分け

#### 経緯
2002年に行政改革を目指す構想日本の提案により、「国と地方の税制を考える会」（10県知事：宮城、岩手、秋田、新潟、岐阜、和歌山、高知、福岡、熊本、大分と10市町長：太田市、我孫子市、草加市、横浜市、新潟市、妙高市、多治見市、静岡市、田辺市、高野町）のプロジェクトとして、行政の事業仕分けがスタートした。当初は行政（国と地方）の役割定量化と自治体に対する国のコントロール（関与・規制）のあぶり出しを目的に、すべての一般会計事業を対象として行っていた。2004年頃からは行政サイドからの問い合わせが徐々に増加し、各自治体の行政改革への貢献を主目的として、一般/特別会計から抽出した20〜100事業を対象に実施するようになった。
2005年2月には代表・加藤が参議院決算委員会で参考人招致され、同9月には民主党、公明党が衆院選のマニフェストに国の仕分け実施が盛り込まれた。総選挙後、小泉総理の指示で「与党財政改革・事業仕分けに関するプロジェクト」が発足。2006年には、「行政改革推進法（5月）」、「骨太の方針（7月）」、「連立政権合意（9月）」に事業仕分けが規定された。2007年11月、2008年2月の「経済財政諮問会議」では議題に取り上げられ、2008年2月の衆院予算委員会公聴会で事業仕分けについての説明を行い、8月に自民党が「無駄遣い撲滅プロジェクトチーム」で国の事業仕分け（政策棚卸し）に着手した。
2013年6月現在、6省（文部科学省、環境省、財務省、外務省・ODA、国土交通省、農林水産省）、102自治体において、合計172回実施されている。

#### 概要
構想日本が定義する事業仕分けは以下の5点である。
国や自治体が行なっている事業を、
1. 予算項目ごとに、
2. 「そもそも」必要かどうか、必要ならばどこがやるか（官か民か、国か地方か）について、
3. 外部の視点で、
4. 公開の場において、
5. 担当職員と議論して最終的に「不要」「民間」「国」「都道府県」「市町村」などに仕分けていく作業。

仕分け作業で出た結果はあくまで参考材料であり、拘束力はない。（最終的にその材料をどう料理するかは、首長、議会の責任だと考えられているため。）ただし、議論の中で出てきた論点についての再考や、結果がその後の庁内議論を経てどのように対応されたかを、公表することを義務付けている。

#### 役割
事業仕分けは、1回10〜20人の仕分けチームで丸1〜2日かけて実施する。構想日本は実施に先立ち、実施する自治体や省の事業の調査や仕分けチームとしての協議など、当日までの準備を進めるほか、報道関係者や一般市民に傍聴を呼びかけるための広報活動などを行う。構想日本は仕分け先の非公開の情報についても内実を知るための情報収集に努力し、実施当日はコーディネーターとして議論を運営する。構想日本の事業仕分けは非営利であり、交通費などの実費以外はすべて構想日本の負担で、実施自治体に出向いて行っている。

### J.I.フォーラム
構想日本の主要な事業のひとつにJ.I.フォーラムがある。
これは、現代の日本が家庭、学校、社会など日常生活の中に様々な問題を抱えているという視点に立ち、全国各地の"変革者"や研究者、政治家など、それぞれが持つイニシアティブ（＝「本気」の力）を結び、日本を変える力を育む場として開催されているフォーラムである。1996年5月の第1回開催以降、毎月多様なスピーカーを招いて様々な企画を打ち出しており、過去のしがらみから脱却した長期的視野に基づいて、「日本はどうあるべきか」が徹底的に議論される。一般の会社員、学生から企業経営者、社会企業家、研究者、政治家、役人まで、参加者の属性は幅広い。2010年1月に第150回目の開催を迎える。

#### J.I.政治家・政策データベース
J.I.政治家・政策データベースは2001年7月12日にスタートした衆議院議員・参議院議員のデータベースサイト。議員のプロフィール、アンケート回答など。

## 関連書籍

### 発行書籍
- 水野清、加藤秀樹、山田晴信、江田憲司、上山信一著、『官僚の本分』、小学館
- 加藤秀樹と構想日本編、『道路公団解体プラン』、文藝春秋
- 加藤秀樹編著、『ひとりひとりが築く新しい社会システム』、ウェッジ
- 加藤秀樹編著、『浮き足立ち症候群　危機の正体21』、講談社
- 構想日本編、『構想日本　第1巻　日本再考』、水曜社
- 構想日本編、『構想日本　第2巻　現代の世直し』、水曜社
- 構想日本編、『構想日本　第3巻　温故知新』、水曜社
- 構想日本編、『構想日本　第4巻　政治時評』、水曜社
- 構想日本編、『入門　行政の「事業仕分け」〜「現場」発！行財政改革の切り札〜』、ぎょうせい